# Blanc de Vendée
Le Blanc de Vendée est une race de lapin domestique blanche albinos.

## Origine
Le Blanc de Vendée a été créé en 1911 dans un élevage de Vendée. Son origine reste controversée. L'hypothèse retenue par les standards de la race est le croisement entre lapins Bleu de Beveren et lapins Angora.